# Politiezone ARRO Ieper
De Politiezone ARRO Ieper (zonenummer 5462) is een Belgische politiezone, die bestaat uit de West-Vlaamse gemeenten Ieper, Poperinge, Wervik, Zonnebeke, Heuvelland, Moorslede, Staden, Vleteren, Langemark-Poelkapelle en Mesen.
De politiezone werd opgericht in 2002. Ze verzorgt de basispolitiezorg voor meer dan 128.500 inwoners in een gebied van ongeveer 632 km². Er werken 289 mensen. De zone grenst aan politiezones Spoorkin, Vlas, Polder, RIHO en Grensleie. Daarnaast grenst politiezone Arro Ieper ook aan Frankrijk.
Een politiezone wordt geleid door een korpschef. Hij staat in voor de leiding, de organisatie en de verdeling van de taken binnen het lokaal politiekorps en de uitvoering van beheer van dit korps. De korpschef van politiezone Arro Ieper is hoofdcommissaris Kenneth Coigné.